# Diód

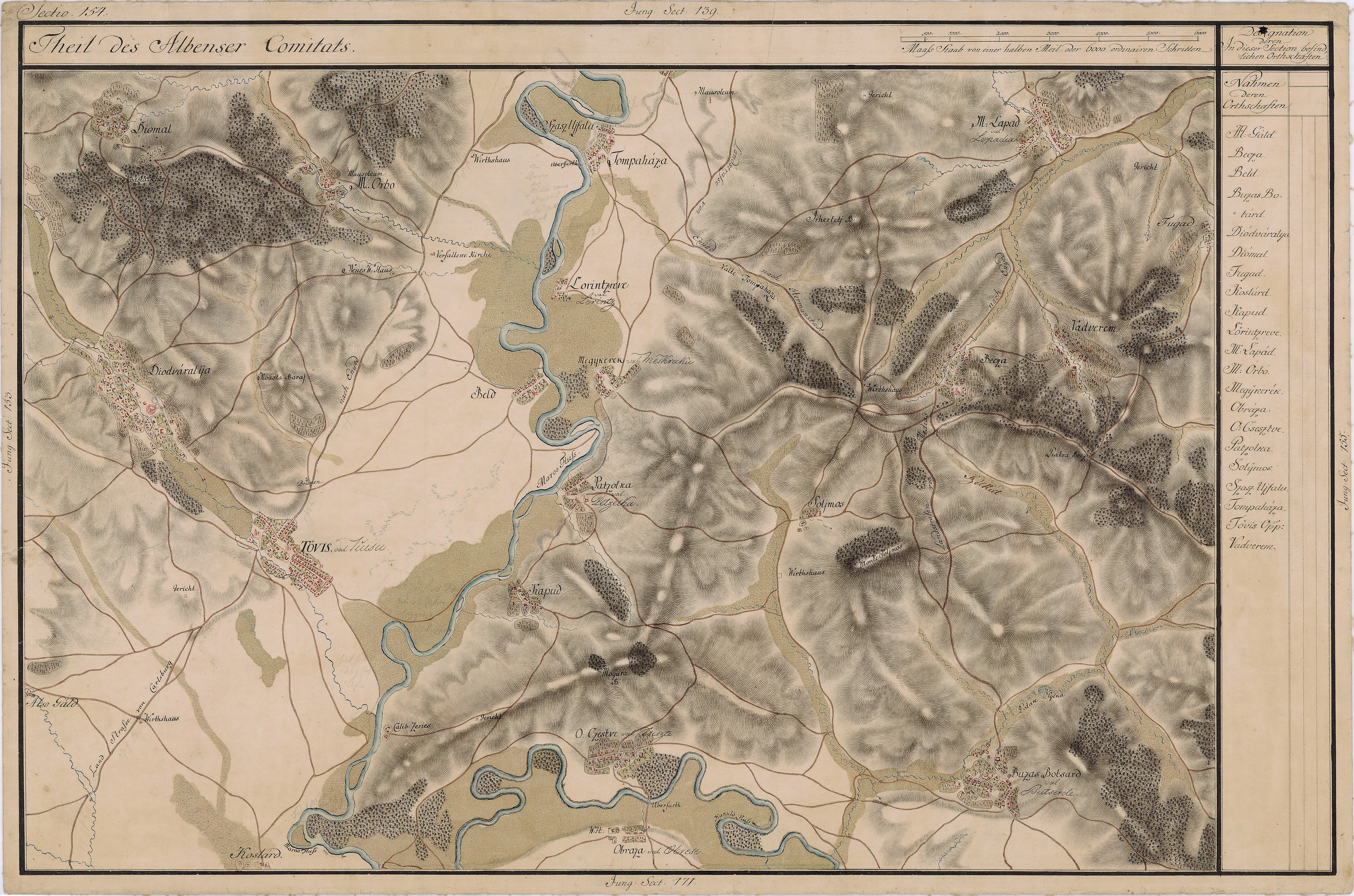
Diód környéke 1769–1773 között

Diód (románul Stremț) falu  Romániában, Erdélyben, Fehér megyében, az Erdélyi-hegyalján.

## Fekvése
Nagyenyedtől 15 km-re délnyugatra, Tövistől 4 km-re északnyugatra fekszik.

## Nevének eredete
Magyar neve a dió főnév -d képzős alakja. Eredetileg a falut és patakját is Gyógynak nevezték, ami a tő gyió változatából való. Első említése: Gyog (1264). A középkorban – Algyógytól való megkülönböztetésül – Felgyógynak is hívták, ami nehézzé teszi okleveles adatainak elkülönítését Felgyógyéitól (először: Superior Gyogh, 1280). Román nevének mindezekhez nincs köze, valószínűleg délszláv eredetű, vö. a szerb Strmac helynévvel. Első említései: Sztremezen (magyar helyraggal, 1673) és Sztremcz (1678). A 18–19. században gyakran Diódváraljának hívták.

## Története
Első ismert birtokosa a Diódi család volt, ők építették várát a 13. század második felében. 1332-ben temploma, 1420-ban két plébánosa is volt.
1442-ben a Diódiaktól Hunyadi János szerezte meg, aki 1445 körül megerősítette a várat és belsejében ferences kolostort alapított.
1467-ben Dengelegi Pongrác János kapta, később Corvin János birtokai közé tartozott. 1506-ban V. Afumați Radu havasalföldi vajda adományként kapta a 24 faluból álló diódi uradalmat. Később Balassi Imréé lett, aki itt tervelte ki pártütését Majlát Istvánnal Szapolyai János ellen, 1538-ban. Árulásuk lelepleződése után Szapolyai megostromolta és elfoglalta a várat.
1550 októberében falai közt keresett menedéket Fráter György elől Izabella királyné. Izabella lemondása után Balassa Menyhért birtokába került. 1562-ben, Balassa árulása után János Zsigmond ostrom alá vette, elfoglalta és leromboltatta a várat. Ezután fejedelmi birtok maradt.
Az 1600–1603-as háborúk után parasztsága román volt. A 18–19. században a Kemény, a Miksa, a Szoboszlai, az Eperjesi, a Zeyk, a Csernátoni, a Sárpataki, a Darvay, a Bíró, a Vas, a Czirjék, a Pallos és a Boér kisnemesi családok lakták. Több udvarház állt benne. A 18. század folyamán és a következő első felében Diódváralja néven végig református anyaegyház maradt. 1760–1762-ben 127 ortodox és 15 unitus család lakta. Az újkor századaiban jelentős bortermő település volt.
1820-ban 95 jobbágy- és 2 zsellércsaládot számoltak össze. A jobbágycsaládok közül 34-nek volt szőlőbirtoka a környező szőlőhegyeken. A század elején a birtokosok tilalmassá tették a korábban községi használatú erdőket. 1807 körül, mivel a katonaságnak fa beszolgáltatásával tartoztak, a lakosok kénytelenek voltak kivágni gyümölcsösüket, és még azonfelül is pénzért fát vásárolni. 1817-ben a császárhoz beadott panaszukat a Gubernium 1835-ben már 12 éve vizsgálta. Ekkor a helyi Dumitru Vărgaș Nagyenyeden járt a község ügyvédjénél, Gál Pálnál. Az ügyvéd szavaiból a diódi atyafi azt vette ki, hogy a Gubernium megítélte elvett erdeik visszaadását. Falujába hazatérve elmondta az örömhírt a falusiaknak, akik a bíró és egy felgyógyi írástudó segítségével körlevelet szerkesztettek a birtokosokhoz, hogy másnap jöjjenek ki velük a határba, kijárni a községi erdőt. A birtokosok azonban inkább a vármegyét értesítették. A vármegyei adminisztrátor magához rendelte a bírót és Vărgașt, amit azok nem vettek tudomásul, másnap pedig a falusiakkal együtt utat vágtak az erdőben, és távozásra szólították fel a birtokosok erdőőreit. A vármegye kiérkező biztosai 25 falusit kihallgattak és új erdőőröket állítottak, de hiába, mert a falusiak a rákövetkező nap mégis behordták a már kivágott fát. Ezután az alispán szállt ki, de a falusiak neki is csak azt válaszolták, hogy megunták az ügyükben való hiába járást-kelést, ügyvédjük tanácsára cselekedtek és közösen vállalják a felelősséget tetteikért. Példájuk Diómálon és Vládházán is megismétlődött. A község engedelmességre kényszerítésére Gyulafehérvárról előbb egy 78, majd négy napra rá 132 fős különítmény érkezett Diódra. A vármegye biztosai ezután visszaadták a földesuraknak az erdőt, a parasztok vezetőit börtönbe zárták, de rávették a birtokosokat, hogy szakítsanak ki egy erdőrészt a községnek.
1848. október 26-án a felkelők 25 birtokost elfogtak és Boroskrakkóba, onnan pedig Gyulafehérvárra hurcolták őket. 1849 március végén Diód és Felgyógy között Kemény Farkas megverte Axente Sever  csapatát, az ütközetben 250 felkelő esett el. Májusban a vadászcsapatok 16 lakosát kivégezték.
Reformátusai a 19. század elején, 1824-ig testvéregyházat alkottak a tövisiekkel. 1848-ban utolsó református lelkésze, Lozsádi Márton Sámuel Tordára menekült, ezután 1850-ben egyházát filiaként a tövisihez csatolták. Az utolsó református keresztelőt 1930-ban, az utolsó temetést 1985-ben tartották Diódon.
Fehér, majd Alsófehér vármegyéhez tartozott. 1908-ban a nagyenyedi járástól az újonnan létrehozott tövisi járáshoz csatolták.
Huszonöt hold föld miatt, amelyet Vincenti Miksa állítólag a közösből foglalt el magának, a diódiak 1921-ben földosztást követeltek és összetűztek a kivezényelt csendőrökkel. Négy főt letartóztattak, egyikük belehalt a bántalmazásba. A szóbeszéd szerint az albíró bujtogatta őket a csendőrök ellen.

## A diódi művésztelep
Festőtelepét 1883-ban alapította Körösfői-Kriesch Aladár és 1944-ig működött, de virágkora 1912-ig tartott. A magyar művészettörténetben a gödöllői művésztelep előzményeként tartják számon.
Kriesch anyja családjánál tett látogatása alatt ismerkedett meg Boér Jenővel, egy különc, tolsztojánus, az életfilozófiai irányzatokban és a gnoszticizmusban elmerült nemesemberrel, aki meghívta festeni a családi kúriába. A festő a kúria csűrjében alakította ki műtermét, barátságot kötött a Zeyk, Kiss és Vincenti nemesi családokkal és kirándulásokat tett a hegyekbe. Történeti és tájképeket, portrékat, zsánerképeket festett itt. Festőbarátaiból kialakult egy társaság, akik a nyarakat rendszeresen a faluban töltötték és a nemesi udvaroknál kaptak szállást. Állandó vendégek voltak Nagy Sándor, Edvi Illés Aladár és Juhász Árpád, de megfordult itt Toroczkai Wigand Ede, Szinyei Merse Pál, Sidló Ferenc és 1908-ban Akseli Gallen-Kallela is. Tom Von Dreger osztrák festő 1900-ban gyümölcsöst vásárolt, villát építtetett rajta és itt telepedett le családjával. 1905-ben, amikor udvari festővé nevezték ki, Bécsbe költözött, de a nyarakat egészen 1944-ig itt töltötte. A svéd Leo Belmonte gobelinművész 1906-ban érkezett a faluba francia feleségével és házat építtetett.
1997-ben felújították a hagyományokat és nyaranta képzőművészeti alkotótáborokat rendeznek.

## Népessége
- 1850-ben 1373 lakosából 1227 volt román, 93 magyar, 29 cigány és 24 zsidó nemzetiségű; 1256 ortodox, 87 református és 24 zsidó vallású.
- 1900-ban 1578 lakosából 1428 volt román és 139 magyar anyanyelvű; 1365 ortodox, 87 református, 62 görögkatolikus, 38 római katolikus és 24 zsidó vallású. A lakosság 20%-a tudott írni-olvasni és a román anyanyelvűek 4%-a beszélt magyarul.
- 2002-ben 1484 lakosából 1464 volt román és 18 magyar nemzetiségű; 1439 ortodox és 13 görögkatolikus vallású.

## Látnivalók
- A várrom a falu közepén, egy alacsony dombon áll. Alaprajza 58 × 40 méteres szabályos téglalap alakú, sarkainál négy torony állt. A falakon belül uradalmi, lakóépületek helyezkedtek el és a Hunyadi által alapított ferences kolostor. 16–20 méter széles és 3 méter mély sáncaiba bevezették az északi oldalán található Berkán-forrás vizét. Mellette ma is mocsaras tó terül el.
- Délkeleti oldalában, a falakon belül rossz állapotú kápolna áll. Eredetileg a 14. században építhették és 1537-ben átalakították. Az 1779-es évszám azt az évet jelöli, amikor a vár oldalbástyájának felhasználásával a református egyház számára felújították. Ebből az évből való kazettás mennyezete is. 1960 óta nem használják.
- A Fellegvár (Cetățuie)-hegyen középkori erődtemplom romjai. Ma mészégetők használják.
- Református temető a tó fölött, a Ghețari nevű határrészben.
- A Zeyk család kriptája.
- Néprajzi kiállítás Achim Popa házában.
- Volt udvarházak: Horváth László volt háza, Mohay-ház, Boér Jenő volt háza, Tom és Hans von Dreger volt háza. (Tom von Dreger egykori házában ma a Szent Gelasius Gyermekotthon működik.)

## Híres emberek
- Itt töltötte 1825 nyarát Barabás Miklós.[5]
- Nagyapjánál, Zeyk Gábornál töltötte a nyarakat diákkorában Vita Zsigmond történész.

## Gazdaság
A falu 2103 hektáros külterületéből 1282 ha szántó, 431 ha legelő és kert, 236 ha erdő és 118 ha szőlő.

## Testvértelepülései
- Zaventem, Belgium
- Ferney-Voltaire, Franciaország